# シュードモナス・シリンガエ

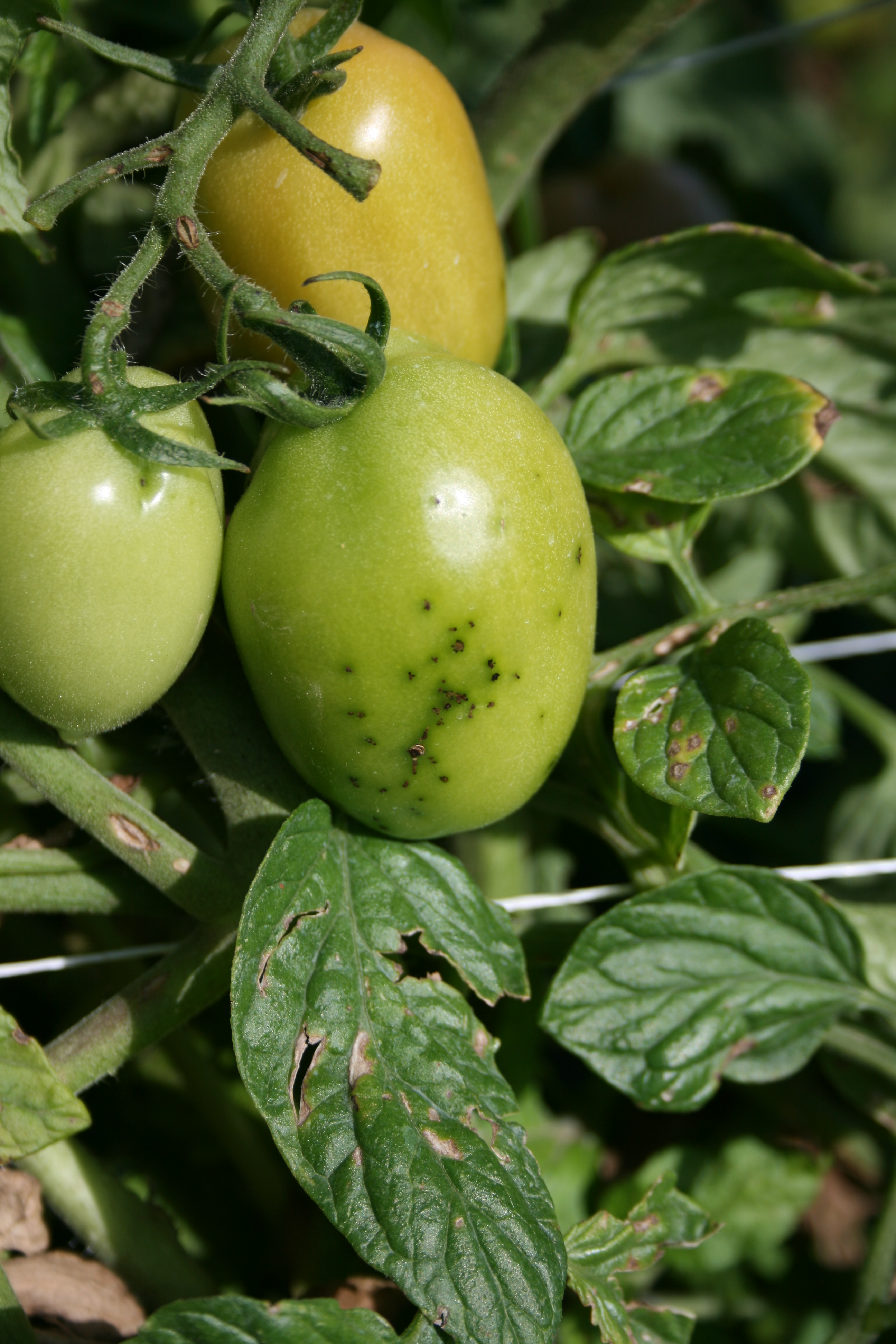
P. syringaeによるトマト果実の細菌性斑点病（ニューヨーク州北部）

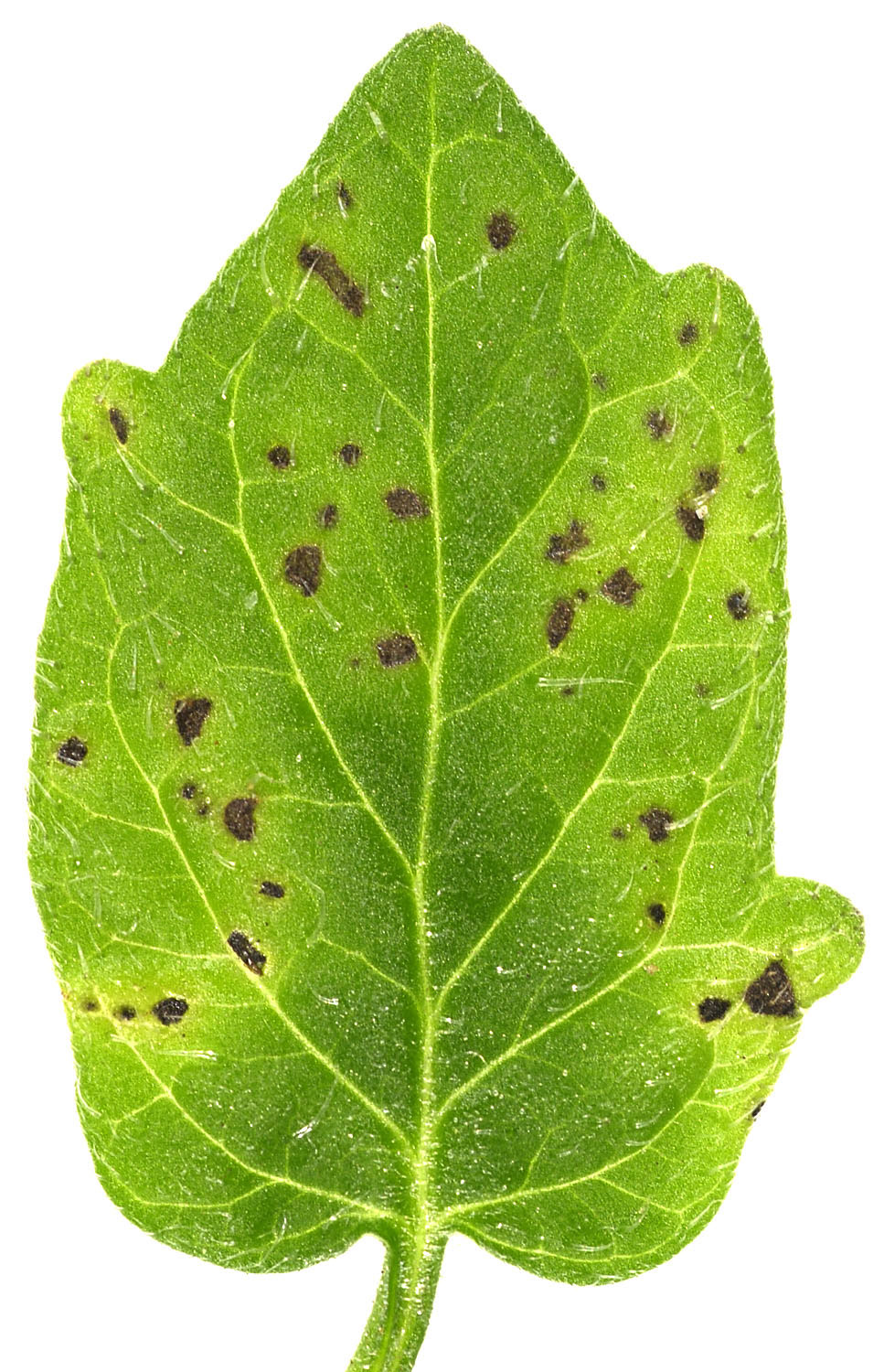
P. syringaeによるトマトの葉の細菌性斑点病

シュードモナス・シリンガエ（Pseudomonas syringae）とは、極鞭毛を持つグラム陰性桿菌である。P. syringaeはシュードモナス属であり、最初にライラック(Syringa vulgaris)から単離されたため、この木にちなんで命名された(1902年)。2000年に行われた16S rRNA系統解析によりシュードモナス属の種がいくつかのグループに分類されたとき、P. syringaeグループが設けられてそのグループの代表的な種に位置づけられた。

## 特徴
P. syringaeはアルギニンジハイドロラーゼ (英: arginine dihydrolase) 活性やオキシダーゼ活性の試験で陰性であり、スクロース栄養寒天培地上でレバンのポリマーを形成する。全てではないが、多くの株で植物にとってリポデプシノナペプチド (英: lipodepsinonapeptide) 毒素であるシリンゴマイシン (英: syringomycin) を分泌する。また、キングB培地上で培養したときに黄色の蛍光を示す。

### 生態
着生細菌 (英: epiphytic bacteria) として植物の葉の表皮(葉圏)に生息している。ほとんどの場合、病原性を示すことなく栄養を寄主植物から獲得する。しかし、不利な環境になると腐生性生物として、あるいは、寄主植物に対する病原性生物として振舞う。
Pseudomonas syringaeのほとんどの株は植物に対して病原性を示し、植物組織の傷口から栄養を獲得することができる。各病原型はそれぞれ特定の植物種に対して病原性を示し、P. syringaeは様々な植物から見出される。
株によって生育条件(気象条件、寄主植物、共生微生物)が異なる。
寄主植物に病気や霜害をもたらすため、自身が依存する生育環境を自身で破壊し、自滅することがある。他の寄主へ移動し生き残るため、多くの株では、雨滴が跳ね返ったしぶきにより別の植物へと拡散する能力および、涼しい濡れた条件で急速に生育する性質を持つ。暑く乾燥した条件ではしばしば細菌数が劇的に減少する。ただし、これらの性質にも例外が存在する。
この細菌は種子を媒介して生育場所を変えることも多い。

### 細胞の構造
複数の極鞭毛を有し、運動性をもつ。また、環境に対して鋭敏に反応するためおよび病原性遺伝子を作用させるための線毛様構造も持つ。他の細菌のものと比較すると、この線毛は、病原性細菌のものと共通しており、真核細胞への攻撃に必要である。
P. syringaeの多くの株は氷核活性タンパク質を細胞表面に含有している。
P. syringaeの表現型は株間で異なるため、その細胞構造と外観についてでさえ一般化することが困難である。例えば、P. syringae pv. syringae B301Dは、鉄不足環境下では蛍光色素であるサイデロフォアを産生するため黄緑色であるが、この特徴は全ての株で共通ではない。

### 代謝的特徴
P. syringaeの代謝特性は株間で非常に多様であるため、一概に決めることはできない。代謝特性の多様性は、株間で寄主植物が異なることにも由来する。
いくつかのP. syringaeの腐生性株は、収穫後の腐敗に対する生物防除剤として利用されている。
アルギニンジヒドロラーゼを持たないため、適切にアルギニンを利用することができない。一般に、呼吸における電子伝達鎖にシトクロームCオキシダーゼが欠損しており、この過程でオキシダーゼ反応が起こらない。

### 遺伝学的特長
P. syringaeのいくつかの株のゲノム(P. syringae pv. syringae B728aやP. syringae pv. tomato str. DC3000など)が配列決定されている。ほとんどの株では、その染色体はおよそ600万塩基対であり、株によって遺伝子配列が多様である。B728a株とDC3000株はただ一つの環状染色体を持つが、B728a株がプラスミドを有しないのに対して、DC3000株は2つのプラスミドを持つ。このDC3000株のプラスミドは株特異的なことが明らかであり、明るい環境に適応するためのものであると考えられている。P. syringaeのゲノムアイランドには病原性タンパク質だけでなく、霜害の原因となる氷核活性タンパク質も含まれている。

### ゲノムシークエンシングプロジェクト
この表は、これまでにシークエンシングが完了しているかその過程にあるP. syringaeの株のゲノムの一部を示す。
| 病原型       | 株                  | 疾病            | 宿主                                  |
| ------------ | ------------------- | --------------- | ------------------------------------- |
| tomato       | DC3000 (NCPPB 4369) | 細菌性斑点病    | トマト、シロイヌナズナ属(Arabidopsis) |
| syringae     | B728a               | 褐斑病          | マメ                                  |
| phaseolicola | 1448A (NCPPB 4478)  | 暈枯病          | マメ                                  |
| savastanoi   | NCPPB 3335          | オリーブ癌腫病  | オリーブ                              |
| tomato       | T1                  | 細菌性斑点病    | トマト                                |
| tomato       | NCPPB1108           | —               | トマト                                |
| tomato       | Max13               | —               | トマト                                |
| tomato       | K40                 | —               | トマト                                |
| tabaci       | ATCC11528           | 野火病          | タバコ                                |
| aesculi      | 2250                | bleeding canker | セイヨウトチノキ                      |
| aesculi      | NCPPB 3681          | 斑点病          | インドトチノキ                        |
| oryzae       | 1_6                 | —               | 米                                    |
| syringae     | FF5                 | —               | —                                     |
| syringae     | 642                 | —               | —                                     |
| glycinea     | race 4              | 白葉枯病        | 大豆                                  |
| glycinea     | B076                | 白葉枯病        | 大豆                                  |

## 病原性
P. syringaeの各病原型株はそれぞれ1またはそれ以上の植物種に対して特異的に病原性を示し、植物病原菌として多様な種に感染できる。NCPPBやICMPのような国際的な菌株コレクション機関には50以上の異なる病原型が保管されている。これらの病原型の全てが、Pseudomonas syringaeというたった一つの種に本当に属しているかははっきりしていない。
この微生物による植物の病気は、葉面での個体数が過剰になることで引き起こされることが示唆されている。ただし、葉面での摂取可能な栄養量とP. syringaeの個体数の関係は科学的に解析されていない。また、P. syringaeのほとんどの株は病原性を示すが、すべての株は植物に感染しなくとも生育することができる。
植物病原菌であるP. syringaeによる疾病は、高湿度で寒冷の環境で生じやすい。関係する病原型によって異なるが、具体的には12-25℃辺りで最も発生しやすい。
P. syringaeによる病気は、細菌III型分泌装置によって植物細胞中に分泌されたエフェクタータンパク質が原因である。P. syringaeで、hop遺伝子にコードされた60近い種類のIII型エフェクターファミリーが同定された。III型エフェクターは、植物の免疫機構の抑制を通して病因に寄与する。

### 病原型
50以上の病原型がある。
16S rRNA系統解析に従い、P. syringaeのいくつかの病原型を他の種(P. amygdali、P. tomato、P. coronafaciens、P. avellanae、P. helianthi、P. tremae、P. cannabina、P. viridiflava)へ分類しなおすことが提案されている。また、この解析結果によりP. syringaeであることが確認された病原型を以下に示す。
- Pseudomonas syringae pv. aceris。カエデ属(Acer)に感染する。
- Pseudomonas syringae pv. actinidiae。キウイフルーツ(Actinidia deliciosa)に感染する[14]。
- Pseudomonas syringae pv. aesculi。セイヨウトチノキ(Aesculus hippocastanum)[15]に感染してBleeding Canker of Horse Chestnutを引き起こす。
- Pseudomonas syringae pv. aptata。サトウジシャ(Beta vulgaris)に感染する。
- Pseudomonas syringae pv. atrofaciens。小麦(Triticum aestivum)に感染する。
- Pseudomonas syringae pv. dysoxylis。kohekoheの木(Dysoxylum spectabile)に感染する。
- Pseudomonas syringae pv. japonica。大麦(Hordeum vulgare)に感染する。
- Pseudomonas syringae pv. lapsa。小麦(Triticum aestivum)に感染する。
- Pseudomonas syringae pv. panici。キビ属(Panicum)の草に感染する。
- Pseudomonas syringae pv. papulans。ワイルドクラブアップル(Malus sylvestris)に感染する。
- Pseudomonas syringae pv. phaseolicola。暈枯れ病(Halo blight of bean。マメの木の病気)の原因菌。
- Pseudomonas syringae pv. pisi。エンドウ(Pisum sativum)に感染する。
- Pseudomonas syringae pv. syringae。ハシドイ属(Syringa)、スモモ属(Prunus)、インゲンマメ属(Phaseolus)に感染する。

しかし、新たな種に分類しなおすよう提案されている株の多く(tomato、phaseolicola、maculicolaなど)はP. syringaeの病原型であると科学的な文献で言及され続けられている。Pseudomonas savastanoiはDNA相同性解析によりシュードモナス属の独立した新種であることが明らかとなっているにもかかわらず、P. syringaeの病原型か亜種と以前考えられていた名残で、多くの場所でPseudomonas syringae pv. savastanoiと記述されている。Pseudomonas savastanoiには、3つの宿主特異的な病原型、fraxini (トネリコ属 の木に病気を引き起こす)、nerii (キョウチクトウ属に感染する)、oleae (オリーブ癌腫病を引き起こす)が属している。

## モデル系としての利用
Pseudomonas syringae pv tomato DC3000、P. syringae pv. syringae B728a、P. syringae pv phaseolicola 1448Aのゲノムシークエンシングが早期に完了していたこと、シロイヌナズナやベンサミアナタバコやトマトといったよく研究された植物を宿主とする病原株を選択単離できることにより、P. syringaeは、植物と病原体間の相互作用における分子生物学的挙動の実験的解析手法にとって重要なモデル系として利用されている。
このP. syringae系は、植物の防御機構の抑制における病原体遺伝子産物の役割の解析などに用いられている。P. syringaeのエフェクター研究のために開発されたこの系は、他の微生物のエフェクターを解析する研究者にも利用されており、この系において用いられた生命情報科学的なエフェクターの同定方法は他の生物においても適用できる。加えて、P. syringaeを専門的に扱っている研究者は、生物間の相互作用における生物学的過程を追跡する遺伝子オーソロジー開拓チームや、遺伝子産物のアノテーション(ゲノム情報に遺伝子と機能を割り当てること)のためのチームといった、Plant-Associated Microbe Gene Ontology(PAMGO)の作業部会に不可欠な人員とされている。

## 氷核活性
P. syringaeは、植物の霜害の原因となる氷核活性 (英: ice nucleation-active：Ina、英: ice-plus) タンパク質を産生する。完全に純粋な水は、氷点下(0℃以下)になっても凍結せず、-40℃までは過冷却の液相状態を維持する。何らかの異物が混入している場合、その異物を凝結核として水の凝固が促進されるため氷点下以下のより高い温度で水の凍結が開始する。Inaタンパク質は、細菌の細胞表面の細胞壁に存在する氷の凝結核となるタンパク質であり、凝結核の中でも比較的高い温度(-4～-2℃)で水の凍結を促進する。混入している水の凍結を開始する温度は日常的な塵や埃で-10～-15℃程度、砂塵に含まれるカオリンで-9℃、強力な氷結剤とされるAgI結晶で約-8℃である。Inaタンパク質を持つ氷核活性細菌は一般に-5℃以上で、時に-1℃で水を凍結させ、現在知られている中で最も強力な氷結剤である。P. syringaeは世界で最初に氷核活性細菌としてスクリーニングされた菌種であり、P. syringae以外の氷核活性細菌として同じシュードモナス属のP. fluorescensやP. viridiflava、エルウィニア属のErwinia. Ananas、E. herbicola、E. stewartii、キサントモナス属のXanthomonas. campestrisなどが知られている。
1970年代以降、P. syringaeは、大気中の浮遊細菌が雲の凝結核として機能することによる「生物氷核」と関係があると考えられた。最近の研究は、雨や雪といった、生物起因性の降水 (英: bioprecipitation)に、依然考えられていたよりもこの菌種が大きな役割を果たしていることを示唆している。この菌種は霰の塊の核から発見され、bioprecipitationの原因であることが明らかとなった。Inaタンパク質は人工雪の生産にも用いられており、1988年カルガリーオリンピックで、ガンマ線照射により殺したP. syringae菌体粉末は降雪剤として使用され、雪不足のゲレンデに雪を降らせた。
P. syringaeは植物への霜害の最大の原因とされている。不凍タンパク質をもたない植物にとって、通常、植物組織内の水が過冷却の液体状態になる-12から-4℃で霜害は発生する。P. syringaeは-1.8℃以上の温度で水の凍結を引き起こすことができ、実際の自然ではもう少し低い温度(-8℃以下)で氷核となることが一般的である。この凍結は植物上皮の損傷を引き起こし、P. syringaeが霜の下にある植物組織中の栄養を利用できるようにする。
P. syringaeは霰の塊の中心から発見され、地球の水循環において役割を果たしていると考えられている。

### 氷核活性遺伝子およびタンパク質
氷核活性遺伝子は、世界で初めて氷核活性細菌をスクリーニングしてそれがP. syringaeであることを同定したステファン･リンドウにより初めて単離され、inaと名づけられた。ガレス・ウォーレンのグループはP. syringaeのinaZ(1201bp)、P. fluorescensのinaW(1211bp)、Erwinia. herbicolaのinaH(1258bp)の全塩基配列とその遺伝子にコードされている氷核活性タンパク質の一次構造を提出した。これら3タンパク質と、E. ananas IN-10から単離されたinaAタンパク質(エンコード遺伝子の全塩基配列とタンパク質一次構造は決定されている)はいずれもN、R、Cの3つのドメイン構造から成る。inaZタンパク質では、Met1からThr175がNドメイン、Ala176からIle1151がRドメイン、Phe1152からLys1201がCドメインである。P. syringaeのinaZタンパク質は細胞壁内でクラスター上になって存在すると考えられている。一方で、E. herbicolaの氷核物質は小胞体として産生されることが示唆されており、また、E. ananas IN-10のinaAを組み込まれた大腸菌はinaAタンパク質を封入体として細胞内に蓄積することがわかっており、inaタンパク質の局在は種によって異なると考えられている。

### 降水への影響
P. syringaeは生物起因性の降水現象 (英: bioprecipitation)を引き起こすことが知られている。Bioprecipitationを引き起こす微生物として、Pseudomonas syringaeのほか、P. fluorescens、P. viridiflava、Exserohilum turcicum、Pantoea agglomerans、Xanthomonas campestrisが知られている。
雲の中に存在する細菌は、生息地を拡大させる移動手段として降雨現象を利用するよう進化したと考えられている。このような細菌は雪や土壌の中で、あるいは、ルイジアナ州立大学の微生物学者ブレント・クリストナー (英: Brent Christner) によると南極大陸、カナダのユーコン準州、フランス内のアルプス山脈地帯のような地域の植物体の中で見出せる。このため、微生物は陸上の生態系と雲の間を定期的に行き来していることが示唆される。すなわち、これら微生物は、植物の花粉の拡散が風に左右されるように、新しい生息地への移動手段を雨に依存していると考えられており、クリストナーは、このことがこれら微生物のライフサイクルの重要なカギ要素である可能性があると述べている。

### 霜害防止菌
霜害防止菌 (英: ice-minus bacteria) とは、氷核活性タンパク質の生産に関わる遺伝子を欠損させたP. syringaeの変異体株である。 米国だけで、一年間での作物被害のうち約10億ドルが霜害によるものと推定されており、一般的に霜害の最大の要因は、氷核活性を持つ (英: ice-plus) P. syringae株であると考えられている。植物の表面へのP. syringae霜害防止株の導入は株間の生存競争を招く。霜害防止株が勝ったとき、P. syringaeによりもたらされた氷核はもはや存在せず、通常の水が凝固する温度(0℃)での植物表面での霜の発生レベルを低下させる。霜害防止株が勝たなかった場合であっても、氷核活性P. syringae株に由来する氷核の量は減少すると予想される。結果として、霜害防止菌の導入は、環境中の氷核の存在量を減らして作物の収量を高める。遺伝子工学によりFrostbanという霜害防止株が商業製品として人工的に開発され、後述する論争を引き起こし、今日の米国のバイオテクノロジー政策が形成されるきっかけとなった。
1961年、アメリカ農務省のポール・ホッペ(Paul Hoppe)は、コーンに病害をもたらす真菌の研究に用いるために各シーズンで感染したコーンの葉を粉砕してさまざまな実験を行っていたが、その年、コーン粉末により感染した植物だけが霜害をこうむり、健康な植物は凍らなかったことを発見した。1970年代初頭、ウィスコンシン大学マディソン校の大学院生ステファン・リンドウ(Stephen Lindow)がD. C. アーニー(D.C. Arny)とC. アッパー(C. Upper)とともに枯死した葉の粉末に細菌を発見した。現在、カリフォルニア大学バークレー校の植物病理学者リンドウ博士は、この独特の細菌がもともと存在しない植物にこの細菌を導入したとき、その植物は霜害に対して非常に脆弱となったことを発見した。彼は研究を進めてこの細菌をP. syringaeとして同定し、氷核におけるP. syringaeの役割を調査し、1977年に霜害防止変異株を発見した。後に、彼はDNA組み換え技術を用いてP. syringaeの霜害防止株の作成に成功した。
1983年に、バイオテクノロジー企業のAdvanced Genetic Sciences (AGS)が、P. syringaeの霜害防止株を野外試験するための承認をアメリカ政府に申請したが、環境団体や一般人の抗議により野外試験が4年間延期されることになった。1987年、このP. syringae霜害防止株はカリフォルニア州のイチゴ農場でスプレーにより噴霧され、遺伝子組み換え生物として世界で初めて環境中に開放導入された。結果は、処理した植物への霜害が低下すること示し、研究チームにとって将来有望なものであった。リンドウ博士はP. syringae霜害防止株を噴霧したジャガイモの苗を用いた実験も行い、ジャガイモ作物を霜害から守ることに成功した。
リンドウ博士による霜害防止菌の研究が行われていたとき、遺伝子工学は非常に大きな論争の議題であった。ジェレミー・リフキン (英: Jeremy Rifkin) と彼が運営していたFoundation on Economic Trends (FET)はこの野外試験を延期させるためにアメリカ合衆国連邦裁判所のアメリカ国立衛生研究所(NIH)に告訴し、NIHは、生態系や地球全体の気象に対する環境影響評価の実行および霜害防止菌の潜在的効果の調査をしなかったと主張した。両試験の承認後、実行される前に試験は、「世界初の試みは世界初のごみを野外に捨てる人が集まる場となった」(原文:The world's first trial site attracted the world's first field trasher)と主張する活動家団体によって攻撃された。英国放送協会(BBC)は環境保護団体のEarth First!のアンディ・カフリー (英: Andy Caffrey) から「バークリーの一企業が私のコミュニティーにFrostbanなる細菌を解き放つことを計画していると聞いたとき、私はナイフが私に突き刺さったのをまさに感じた。またもや、金儲けのために、化学、テクノロジー、企業が、この惑星にこれまで存在しなかった新しい細菌で私の体を侵略するつもりだった。スモッグによって、放射能によって、私の食べる物の中の有毒な化学物質によってすでに侵略は始まっており、私はこれ以上受け入れるつもりなどない」(原文:When I first heard that a company in Berkley was planning to release these bacteria Frostban in my community, I literally felt a knife go into me. Here once again, for a buck, science, technology and corporations were going to invade my body with new bacteria that hadn't existed on the planet before. It had already been invaded by smog, by radiation, by toxic chemicals in my food, and I just wasn't going to take it anymore.)という言葉を引用した。結局、Frostbanの販売は実現しなかった。
リフキンの法的闘争は成功し、ロナルド・レーガン政権(当時)に、農業分野のバイオテクノロジーに関する連邦政府の意思決定の指針とするための包括的な規制政策の迅速の策定を余儀なくさせた。1986年、アメリカ合衆国科学技術政策局 (英: Office of Science and Technology Policy：OSTP)が「バイオテクノロジー規制の調和的枠組み」 (英: Coordinated Framework for Regulation of Biotechnology) を策定し、アメリカの規制当局の決定を支配し続けている。

## 基準株
ATCC 19310 

CCUG 14279 

CFBP 1392 

CIP 106698 

ICMP 3023 

LMG 1247 

NCAIM B.01398 

NCPPB 281 

NRRL B-1631